# Munkholmen
Munkholmen ist eine kleine Insel im Trondheimsfjord etwa zwei Kilometer außerhalb der Stadt Trondheim. Im Sommer ist sie ein beliebtes Ausflugsziel zum Baden und Sonnenliegen. Deshalb gibt es eine regelmäßige Bootsverbindung von Trondheim (Ravnkloa). Munkholmen ist aber auch reich an Geschichte und steht unter Denkmalschutz.

## Geschichte
Snorri Sturluson erwähnt Munkholmen als „Nidarholm“ – zu dieser Zeit eine Hinrichtungsstätte. Bis zur Reformation gab es auf der Insel ein Kloster. Im 17. Jahrhundert wurde die Festung „Munckholm“ errichtet, die auch als Staatsgefängnis diente, und der Name „Munkholmen“ bürgerte sich ein. Deutsche Truppen bauten die Insel während der Besetzung Norwegens im Zweiten Weltkrieg zu einer festen Luftabwehrstellung aus.

### Hinrichtungsstätte vor dem 12. Jahrhundert
Vor dem 12. Jahrhundert galt die Insel als Hinrichtungsstätte. Es wird erzählt, dass Olav Tryggvason im Jahre 995 dort den Kopf von Håkon Sigurdsson auf einer Stange ausstellen ließ.

### Kloster 1100–1537
Laut isländischer Quellen wurde das Benediktinerkloster „Nidarholm“ um das Jahr 1100 gegründet und war dem Heiligen Benedikt und dem Heiligen Laurentius geweiht. Andere Quellen behaupten, dass das Kloster bereits 1028 von Knut dem Großen errichtet wurde. 1135 sperrte der König Harald Gille hier seinen besiegten Neffen und Konkurrenten Magnus ein, nachdem er ihn geblendet und verstümmelt hatte.
Das Mönchskloster wurde mit der Zeit immer mächtiger, besaß große Ländereien am Festland, betrieb eine Mühle in Ila (heute ein Stadtteil von Trondheim), eine eigene Reederei und Handel mit England. Das Kloster brannte drei Mal: in den Jahren 1210, 1317 und 1531 – also kurz vor der Reformation in Norwegen 1537. Es war die letzte katholische Bastion in Norwegen, aber die Männer des Erzbischofs von Trondheim, Olav Engelbrektsson, mussten sich zum Schluss ergeben.
Nach der Reformation verfiel das Kloster. Die Insel wurde als Weide für den königlichen Hof in Trondheim verwendet, bis sie im 17. Jahrhundert befestigt wurde. Im Zuge dieser Bauarbeiten verschwanden die letzten Reste des Klosters, und die Insel bekam den Namen „Munkholmen“.

### Festung 1660–1825

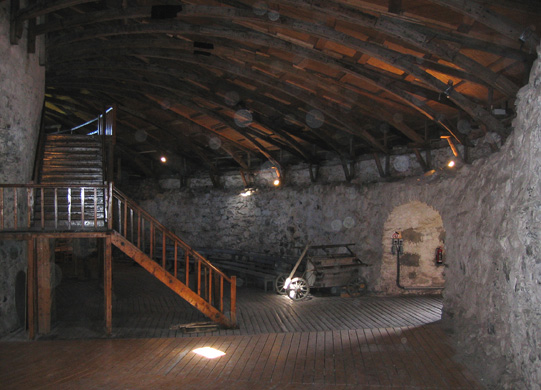
Der Burghof ist nun überdacht.

In den beiden Karl-Gustav-Kriegen zwischen 1657 und 1660 wurde Trondheim von den Schweden besetzt, die die Insel mit einer provisorischen Kanonenbatterie befestigten. 1660 eroberte Dänemark-Norwegen den Trøndelag von den Schweden zurück und begann mit den Arbeiten für eine permanente Befestigung auf der Insel.
- 1660–1661: Eine einfache Verteidigungsmauer und die erste Kommandantenwohnung wurde aus Holz gebaut und mit 18 Kanonen bestückt.

- 1671–1674: Der Bau des großen Zentralturmes begann. Der innere Turm wurde fertiggestellt.

- 1680–1690: Die alten Außenmauern wurden geschleift und durch solides Mauerwerk ersetzt. Hervorstehende Bastionen, die später eine sternförmige Festungsanlage bilden sollen, wurden ebenso wie eine neue Kommandatenwohnung gebaut. Die Festung bekam 35 Kanonen. Da Munkholmen auch als Staatsgefängnis genutzt werden sollte, wurden im Turm auch Aufenthaltsräume eingerichtet.

- 1690–1707: Am 26. August 1690 wurde die Festung „Munckholm“ eingeweiht. 1695 bekam die Kommandantenwohnung ihr heutiges Aussehen. In den nächsten Jahren wurden die Außenmauern mit den spitzen Bastionen zu einer „Sternfestung“ fertiggestellt. Die Festung bedeckt jetzt den Großteil der Insel.

### Staatsgefängnis 1680–1850
Munkholmen wurde von 1680 bis 1850 auch als Staatsgefängnis verwendet. Der Bekannteste unter den meist aus politischen Gründen Inhaftierten war der dänische Staatsmann Peder Schumacher Griffenfeld (1635–1699), der die Jahre 1680 bis 1698 hier verbrachte.

### Seefestung 1825–1893
Die Napoleonischen Kriege zeigten, dass wegen der Einführung neuer Kriegsstrategien und -techniken die sternförmigen Festungen nicht effektiv genug waren. Neue Befestigungsanlagen bekamen eine vieleckige Form. Dementsprechend wurde auch die Seefestung Munkholmen zu der Form umgebaut, die sie heute noch hat. Nach der Fertigstellung 1850 hatte sie etwa 8–10 Meter starke Mauern, 60 Kanonen und Platz für bis zu 500 Mann. Im Zentralturm wurde ein Gewölbe als Munitionslager gebaut und die Gefängniszellen entfernt.
Munkholmen war in ihrer Zeit eine der stärksten Festungen Skandinaviens, erlebte jedoch bis zu ihrer Auflassung 1893 keine Kampfhandlungen.

### Deutsche Verteidigungsanlage im Zweiten Weltkrieg

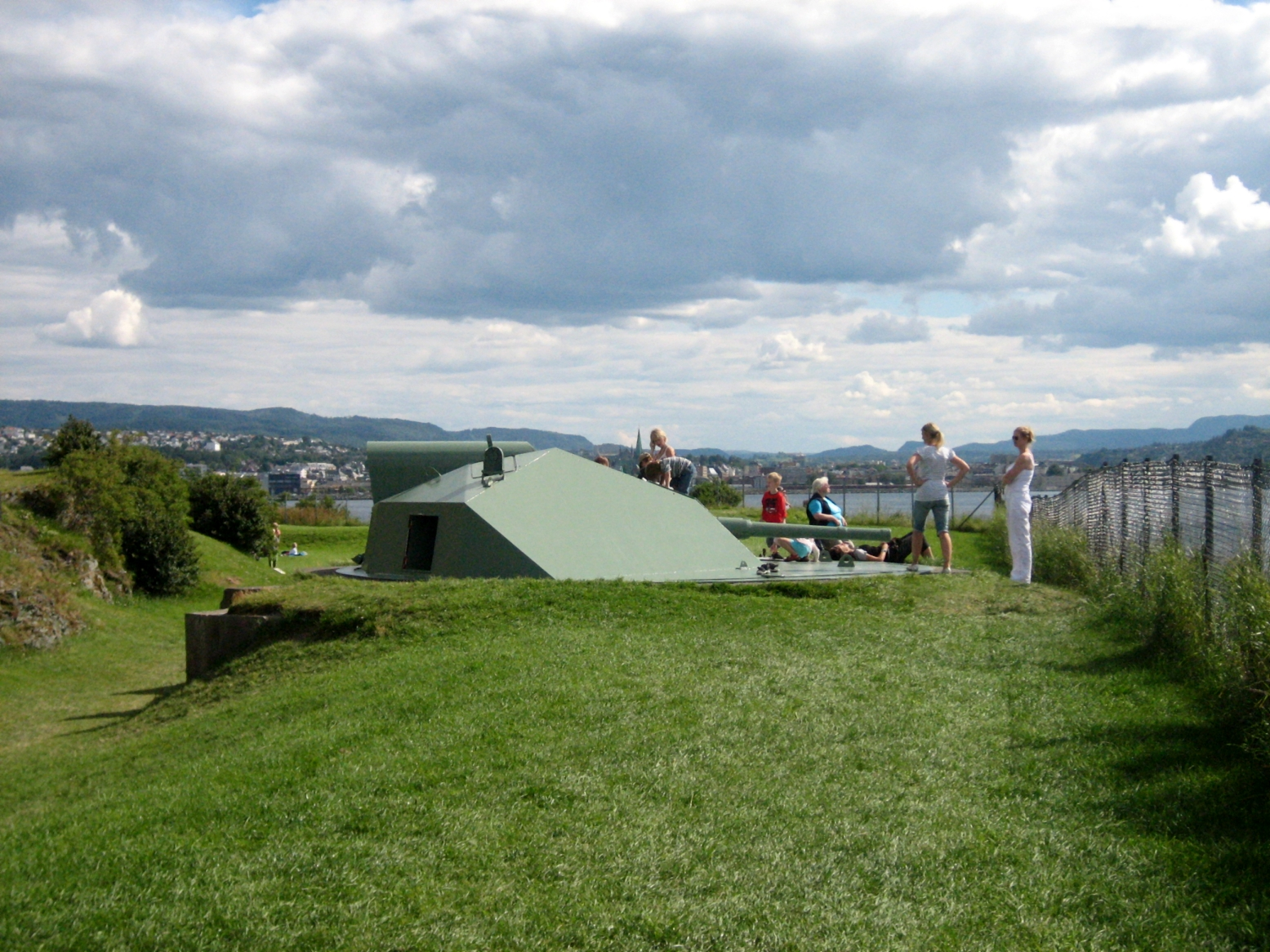
1943 errichtet: deutsches Küstengeschütz auf Munkholmen

Während der deutschen Okkupation Norwegens im Zweiten Weltkrieg (1940–1945) wurde die Insel als Verteidigungsanlage „Batterie Munkholmen“ zum Schutz von u. a. den U-Boot-Basen „Dora“ bei Trondheim verwendet. Deutsche Truppen bauten Teile der Festung um und errichteten eine Überwachungsanlage und sechs Flak-Stellungen. Betonfundamente der Anlage sind heute noch dort zu sehen.

## Bekannte Gefangene auf Munkholmen
- Magnus der Blinde (1135–1137)
- Peder Schumacher Griffenfeld (1680–1698)

## Ausflugsziel
Sowohl für die Trondheimer wie auch für Touristen ist Munkholmen ein beliebtes Ausflugsziel. Heute geht in den Sommermonaten stündlich zwischen Ravnkloa (Hafen) und Munkholmen ein Passagierboot. Innerhalb der Festung gibt es schöne Wiesen zum Sonnenbaden und Picknicken sowie ein Restaurant. Außerhalb der Mauern liegt einer der populärsten Badestrände Trondheims.

## Museum
In der Festung gibt es im Sommer mehrmals täglich Führungen in verschiedenen Sprachen.

## Historische Funde
Bei Restaurierungsarbeiten hat Statsbygg 2023 drei profilierte Specksteine gefunden, die vermutlich aus dem mittelalterlichen Kloster stammen. Riksantikvaren bezeichnet den Fund als bedeutend.
Im Zuge der Restaurierung wurden Teile der Mauer abgetragen. Dabei wurden die drei Steine in den Tür- und Fensterfeldern mit Profilen gefunden, die in die Wand eingearbeitet waren. Dies deutet darauf hin, dass die Steine möglicherweise aus einer noch früheren Zeit wiederverwendet wurden. Statsbygg hat eine Ausnahmegenehmigung erteilt, die Steine zu entfernen und durch neue zu ersetzen.
Statsbygg, Riksantikvaren und Trondheim Fylkeskommune haben die Steine nun an das Vitenskapsmuseet in Trondheim geschickt, das sie genauer untersuchen wird.